# Motor Lublin (piłka nożna) w sezonie 1957
Sezon 1957 był dla Motoru Lublin 4. sezonem na trzecim szczeblu ligowym. Występujący wówczas pod nazwą Stal FSC Lublin klub, w maju 1957 decyzją zarządu zmienił nazwę na Robotniczy Klub Sportowy Motor. W czternastu rozegranych spotkaniach, Motor zdobył 19 punktów i zajął drugie miejsce w tabeli.

## Przebieg sezonu
Ze względu na prace przy uruchomieniu odlewni, piłkarze Stali FSC przygotowania do nowego sezonu rozpoczęli tydzień przed jego rozpoczęciem. 31 marca Stal rozegrała derbowy mecz towarzyski z Budowlanymi na stadionie przy Alei Karola Świerczewskiego. W obecności 2 tysięcy widzów mecz zakończył się wynikiem 2:2. Bramki dla Stali zdobyli Mrówczyński i Barszczewski. W sezonie 1957 zespół reprezentowali między innymi bramkarze: Mołda i rezerwowy Ziemkiewski, obrońcy: Walas, Muciek, Dudziak i Fedorowicz, pomocnicy: Chodoń, Drzewicki, Pieszek i Pyła oraz napastnicy: Filozof, Barszczewski, Kapica, Lipczyński, A. Mrówczyński, Brzozowski i Rutkowski. 
18 kwietnia pięciu piłkarzy Stali zostało wybranych do kadry wojewódzkiej (Mołda, Barszczewski, Chodoń, Dudziak i Mrówczyński). Dwa mecze przeciwko kadrze województwa kieleckiego rozegrano 5 maja. Pierwszy skład kadry województwa lubelskiego zagrał w Kielcach i przegrał 1:2, drugi zaś w Lublinie na stadionie Lublinianki i wygrał 5:2, a jedną z bramek zdobył Mrówczyński. 19 maja w meczu reprezentacji Lublina rozegranym na Wieniawie przeciwko kadrze Wrocławia zagrał Dudziak. 
Przed piątą kolejką spotkań prezes klubu Stal FS Zdzisław Czubaszek poinformował na łamach „Kuriera Lubelskiego” z 23 maja 1957 o zmianie nazwy klubu na Robotniczy Klub Sportowy „Motor”, a także o przydzieleniu przez Prezydium Miejskiej Rady Narodowej w Lublinie terenów pod nowy obiekt sportowy w dzielnicy Kalinowszczyzna na rogu ulic Mełgiewskiej i Łęczyńskiej przy planowanej Trasie W-Z, nieopodal młyna Krauzego. Po rundzie wiosennej Motor zajmował 3. miejsce w tabeli, mając taką samą liczbę punktów co wicelider – WKS Chełm (10), jednak gorszą różnicę bramek i o punkt mniej od lidera – Lublinianki.
W przerwie letniej piłkarze Motoru przebywali na obozie piłkarskim w Pionkach, gdzie rozegrali kilka meczów sparingowych z miejscowymi drużynami. 1 sierpnia Motor rozegrał mecz towarzyski z I-ligową Legią Warszawa. Na trybunach stadionu Lublinianki zasiadło 5 tysięcy widzów, a spotkanie zakończyło się zwycięstwem gości 7:3. Bramki dla Motoru zdobyli A. Pieszek, B. Pieszek i Drzewiecki. 28 sierpnia na Wieniawie miało miejsce spotkanie towarzyskie Motor – Polonia Warszawa, zakończone zwycięstwem drużyny stołecznej 4:0.

## Mecze ligowe w sezonie 1957
| Data             | Przeciwnik     | D/W | Miejsce             | Wynik M/P | Strzelcy                                              | Widzów | Źródło |
| ---------------- | -------------- | --- | ------------------- | --------- | ----------------------------------------------------- | ------ | ------ |
|                  |                |     |                     |           |                                                       |        |        |
| RUNDA WIOSENNA   |                |     |                     |           |                                                       |        |        |
|                  |                |     |                     |           |                                                       |        |        |
| 7 kwietnia 1957  | Technik Zamość | W   | Zamość              | 3:0       | Filozof 12', Mrówczyński 75', Barszczewski 86'        |        | [ 14 ] |
| 15 kwietnia 1957 | Hetman Zamość  | W   | Zamość              | 1:4       | Barszczewski 64'                                      | 4 tys. | [ 15 ] |
| 28 kwietnia 1957 | Avia Świdnik   | W   | Świdnik             | 2:1       | Filozof 27', Piróg 54'                                |        | [ 16 ] |
| 12 maja 1957     | Unia Lublin    | D   | Stadion Lublinianki | 4:1       | Filozof 6', Lipczyński 9', 82', Barszczewski 11'      |        | [ 17 ] |
| 25 maja 1957     | Stal Kraśnik   | D   | Stadion Lublinianki | 2:0       | Drzewiecki 17', Pieszek 50'                           |        | [ 18 ] |
| 2 czerwca 1957   | WKS Chełm      | W   | Chełm               | 0:2       |                                                       |        | [ 19 ] |
| 9 czerwca 1957   | KS Lublinianka | W   | Stadion Lublinianki | 1:0       | Mrówczyński 70'                                       |        | [ 9 ]  |
|                  |                |     |                     |           |                                                       |        |        |
| RUNDA JESIENNA   |                |     |                     |           |                                                       |        |        |
|                  |                |     |                     |           |                                                       |        |        |
| 14 lipca 1957    | Technik Zamość | D   | Stadion Lublinianki | 0:0       |                                                       |        | [ 20 ] |
| 27 lipca 1957    | Hetman Zamość  | D   | Stadion Lublinianki | 3:3       | bramka samobójcza 58', Lipczyński 83', Brzozowski 88' |        | [ 21 ] |
| 3 sierpnia 1957  | Avia Świdnik   | D   | Stadion Budowlanych | 3:1       | Drzewicki 21', Filozof 54', Piróg 74'                 |        | [ 22 ] |
| 10 sierpnia 1957 | Unia Lublin    | W   | Stadion Lublinianki | 2:2       | Drzewiecki 59', Barszczewski ?'                       |        | [ 23 ] |
| 18 sierpnia 1957 | KS Lublinianka | D   | Stadion Budowlanych | 1:1       | Filozof 34'                                           |        | [ 24 ] |
| 25 sierpnia 1957 | Stal Kraśnik   | W   | Kraśnik             | 0:0       |                                                       |        | [ 25 ] |
| 31 sierpnia 1957 | WKS Chełm      | D   | Stadion Budowlanych | 2:1       | Filozof 6', Lipczyński ?'                             |        | [ 26 ] |

## Tabela
| Poz | Klub           | M  | Pkt | Bz | Bs |
| --- | -------------- | -- | --- | -- | -- |
| 1.  | KS Lublinianka | 14 | 23  | 39 | 10 |
| 2.  | Motor Lublin   | 14 | 19  | 24 | 16 |
| 3.  | WKS Chełm      | 14 | 14  | 16 | 19 |
| 4.  | Hetman Zamość  | 14 | 13  | 23 | 29 |
| 5.  | Stal Kraśnik   | 14 | 12  | 19 | 20 |
| 6.  | Avia Świdnik   | 14 | 12  | 17 | 26 |
| 7.  | Technik Zamość | 14 | 10  | 13 | 23 |
| 8.  | Unia Lublin    | 14 | 9   | 17 | 25 |

Poz – pozycja, M – rozegrane mecze, Pkt – punkty, Bz – bramki zdobyte, Bs – bramki stracone